# Giacomo Nani

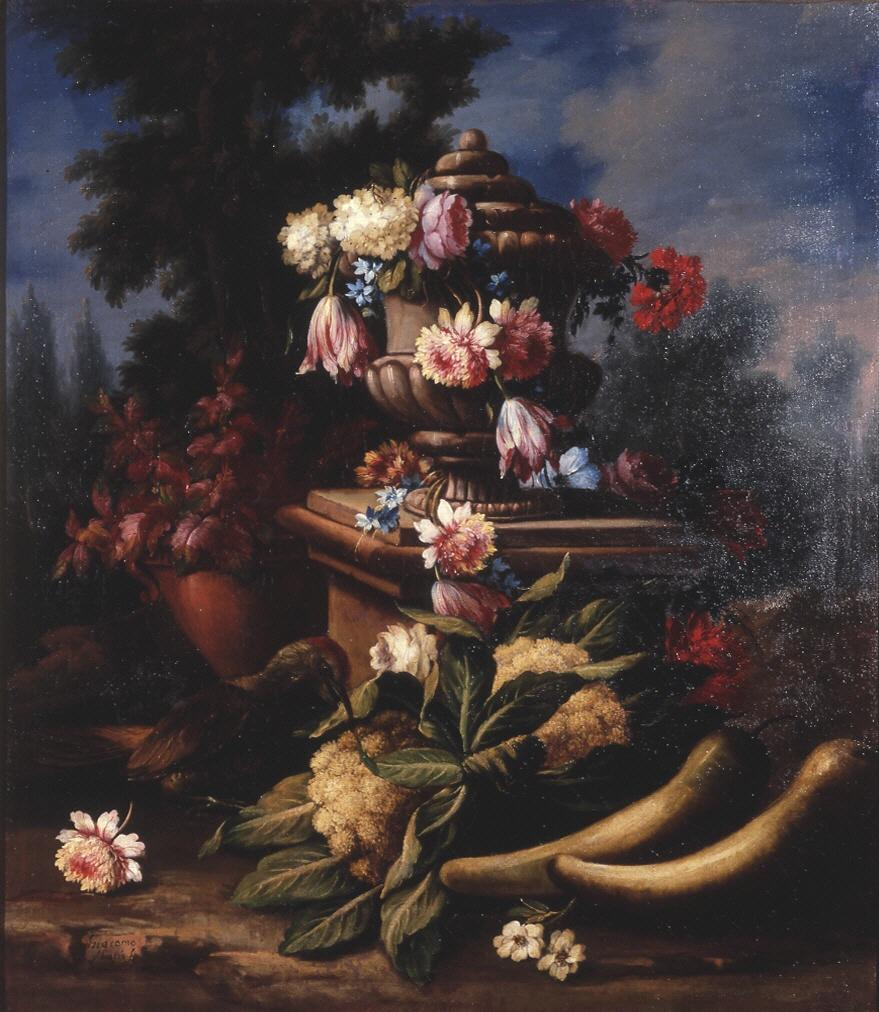
Florero y hortalizas, óleo sobre lienzo, Madrid, Real Academia de Bellas Artes de San Fernando.

Giacomo Nani (Porto Ercole, 1698-Nápoles, 1755) fue un pintor italiano especializado en la pintura de flores y animales con fondo de paisaje de inspiración naturalista.

## Biografía
Discípulo, según Bernardo de' Dominici, de Andrea Belvedere y de Gasparo López, pronto logró introducirse con sus naturalezas muertas en los ambientes aristocráticos napolitanos. Según el testimonio de Dominici, el propio rey de Nápoles, el futuro Carlos III de España, le encargó en persona algunas obras, para las que en ocasiones contó con la colaboración de  Paolo de Matteis en la ejecución de las figuras. A través de la dinastía borbónica gobernante en Nápoles estuvo vinculado a España, a donde llegaron muchas de sus obras y donde desde 1759 trabajó su hijo primogénito, Mariano Nani. Una serie de veinticuatro óleos, regalo de Carlos III a su madre Isabel de Farnesio, se conserva en el Palacio de Riofrío (Segovia). Desde su fundación en 1740 colaboró con la real fábrica de porcelana de Capodimonte, proporcionando dibujos para la decoración de platos y vasos. Falleció el 2 de febrero de 1755, siendo enterrado en la iglesia de S. Maria delle Grazie a Capodimonte.
Con una producción abundante y frecuentemente firmada, aunque la ausencia de fechas dificulta el estudio de su evolución, Giacomo Nani podría haber ejercido cierta influencia sobre Luis Melendez, quien residió en Nápoles en torno a 1750. La Real Academia de Bellas Artes de San Fernando o el Museo del Prado son otras de las instituciones españolas que conservan obras de este autor, las de la Academia seguramente procedentes del desaparecido Convento del Espíritu Santo y la del Prado de la colección real.